# Darivka, Kaniv
Darivka (în ucraineană Дарівка) este un sat în comuna Martînivka din raionul Kaniv, regiunea Cerkasî, Ucraina.

## Demografie
Componența lingvistică a localității Darivka
     Ucraineană (95,53%)
     Rusă (4,47%)
Conform recensământului din 2001, majoritatea populației localității Darivka era vorbitoare de ucraineană (95,53%), existând în minoritate și vorbitori de rusă (4,47%).